# Brug bij Haccourt
De Brug bij Haccourt is een boogbrug over het Albertkanaal tussen Wezet en Haccourt in de Belgische gemeenten Wezet en Oupeye.
De brug werd gebouwd in de periode van 1981 tot 1985 en heeft een spanwijdte van 139,5 meter. De brug is onderdeel van de gewestweg N618. Iets ten oosten ligt de Maasbrug over de rivier de Maas.